# 船橋 (船)

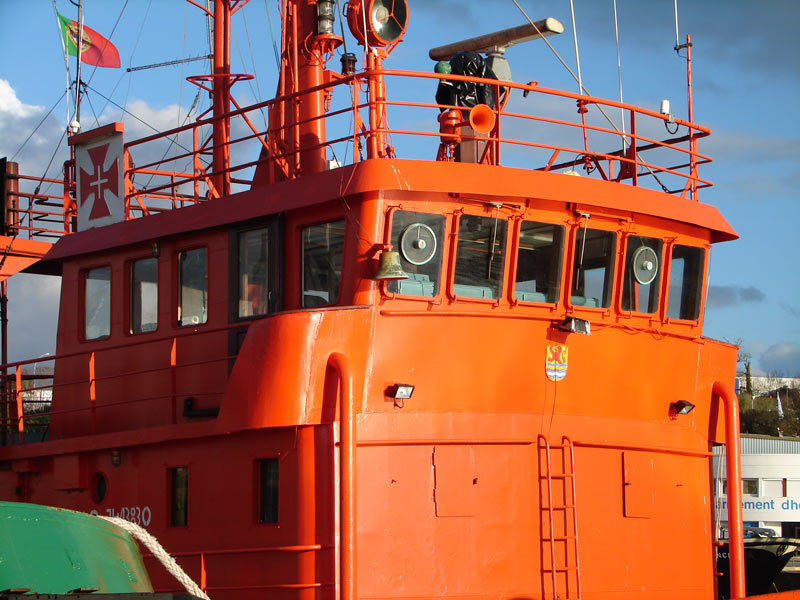
タグボートの船橋

船橋（せんきょう）は、船舶の高所に設けられた操船に関する指揮所。軍艦では「艦橋」と呼ばれる。英語の"Bridge"から日本語でも「ブリッジ」と呼ばれることが多い。
航海当直を置く規模の船舶ではウィングを含む部分のことをいい操舵室や海図室などが位置する。ただし、歴史的にはコンパスと伝声管だけを設置した航海船橋もみられた。

## 歴史
少人数が乗る小型帆船の時代には船長が操舵手を兼任しており、船長は右舷後方に座り舵櫂を操っていた。その後に大型船が登場すると、舵櫂も大型化したため直接操作するのが難しくなり、舵と舵輪がロープで繋げられた人力による操舵装置が生み出された。このような操舵装置の舵輪は、舵の上部付近にあるのが最適であったため、船尾の船楼である船尾楼に置かれるのが一般的になった。その後、汽船時代になって、機械力を用いた操舵装置が普及すると、必ずしも舵輪と操舵手が船尾付近に配置される必要はなくなり、船の中央近くで船全体を見通せる位置に置かれるようになった。
ブリッジという名称の由来は、外輪船の時代に船の全周を見渡せる位置として左右の外輪覆いを接続していた橋状の構造物である。河川をのぞき外輪船の時代が終わりスクリュープロペラが普通になっても作業や戦闘の指揮をとるのに好都合な場所として舷牆より少し高い位置で両舷をつなぐ橋として残され、さらに後に前記の理由で舵輪やその他の装置を置いて船長らが操船の指揮を執る場所として選ばれるようになった。船長の指揮の元で操舵手や航海士によって舵輪が操作され、これらの主たる航海当直要員が周囲の海上を見張りながら適切な操船を担うための指揮所として、現在の船橋となった。
現代でも小型帆船時代の名残で船長の席はブリッジの右寄りに設置する船が多い。

## 業務
船橋は船全体を司る指揮所であり、航海中は24時間途切れなく適切な人員によって安全な操船が執行される場所である。
21世紀における民間船舶では、一般に航海士と操舵手のペアが3組あり（2人ずつで計6人）、12時間サイクル、一回4時間・一日当たり2度担当の交代勤務で見張りと操船の業務を行う。これは「航海当直」と呼ばれる。船長はこの当直業務外であり、操船に高度な判断や技量が求められる場合には、たとえそれが長時間に及ぼうとも休息の間を惜しんで船橋に詰めて指揮が求められる反面、問題が起きる可能性が低い平穏な大海原では、船橋で部下を指導・監督するのは任意とされる。
汽船などの推進機関の信頼性が低かった時代は、騒音や振動の激しい船底近くの機関室でも船橋と同様に24時間、機関部の誰かが当直に就いていたが、2012年現在では機械類の信頼性も上がり、旧式の船を除いて、新造船の多くがその運転の監視や操作は船橋からも行えるようになり、少なくとも夜間は機関室の区画は無人となっている。
航海当直の仕事は航海士と操舵手で役割が異なる。航海士はレーダーや双眼鏡などによって周囲海上の監視、つまり「見張り」を行う。また、船が安全な航路を進むよう針路を設定して、適時、操舵手に「面舵[おもかじ]（一杯）」「ようそろ(宜候)」「取舵[とりかじ](一杯)」「面（取）舵に当て」（以上、日本語の場合）などと舵の操作を指示することで「操船」を行う。必要に応じて、機関部に対してエンジン・テレグラフで機関の運転の変更（エンジン出力の増加・削減、前進か後進かなど）を命じるのも航海士の役割である。操舵手は航海士の命じたままに「操舵」する。特に急いで操船が求められない状況では、当直員は見張りが主な仕事となる。通信士が乗船していない船では、当直の航海士が「通信」も担当することが多い。

## ギャラリー

古代の舵。右舷後方で舵櫂を操っているのが船長
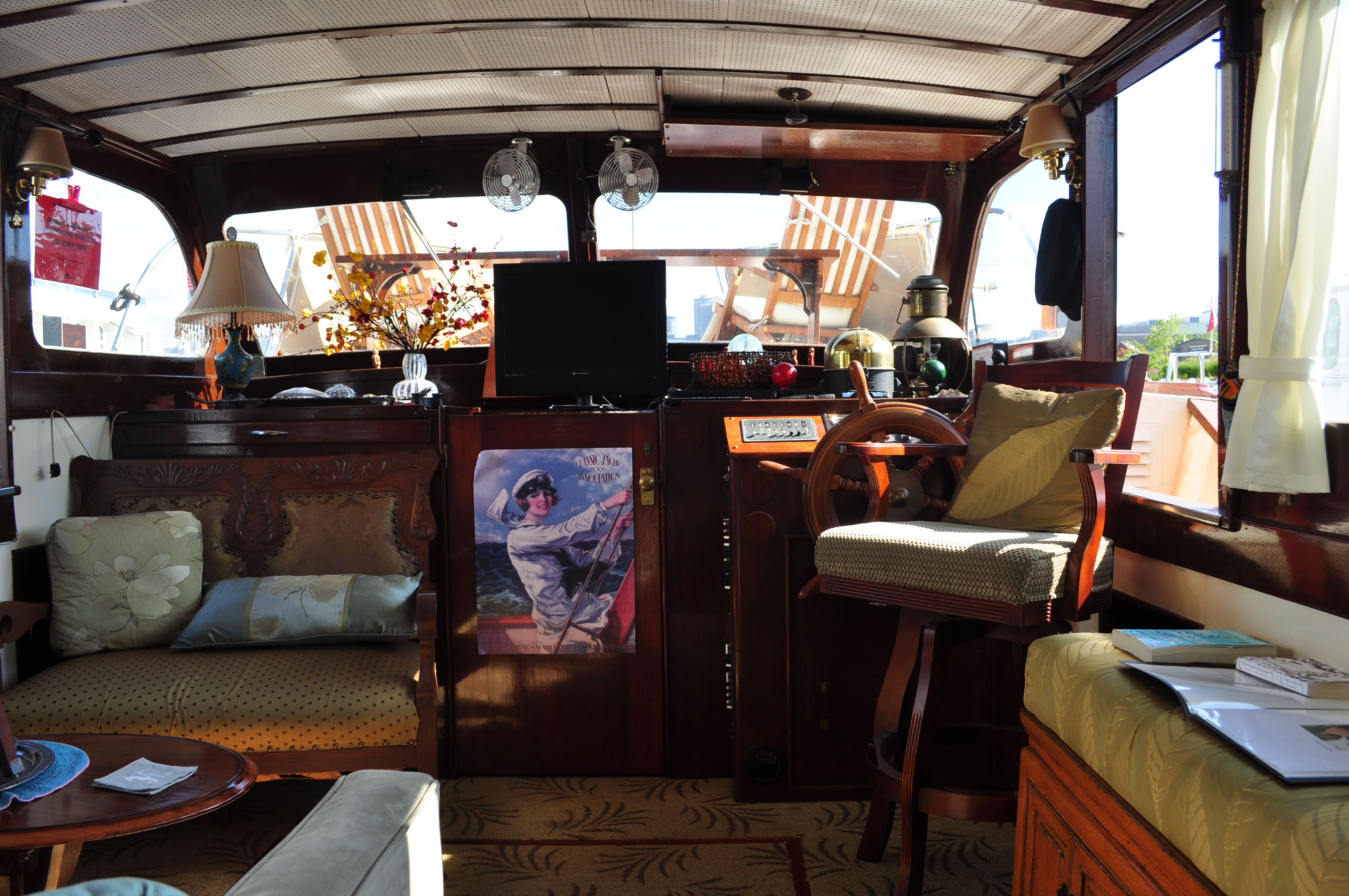
小型船の船室。右舷側に舵輪とキャプテンシートがある。
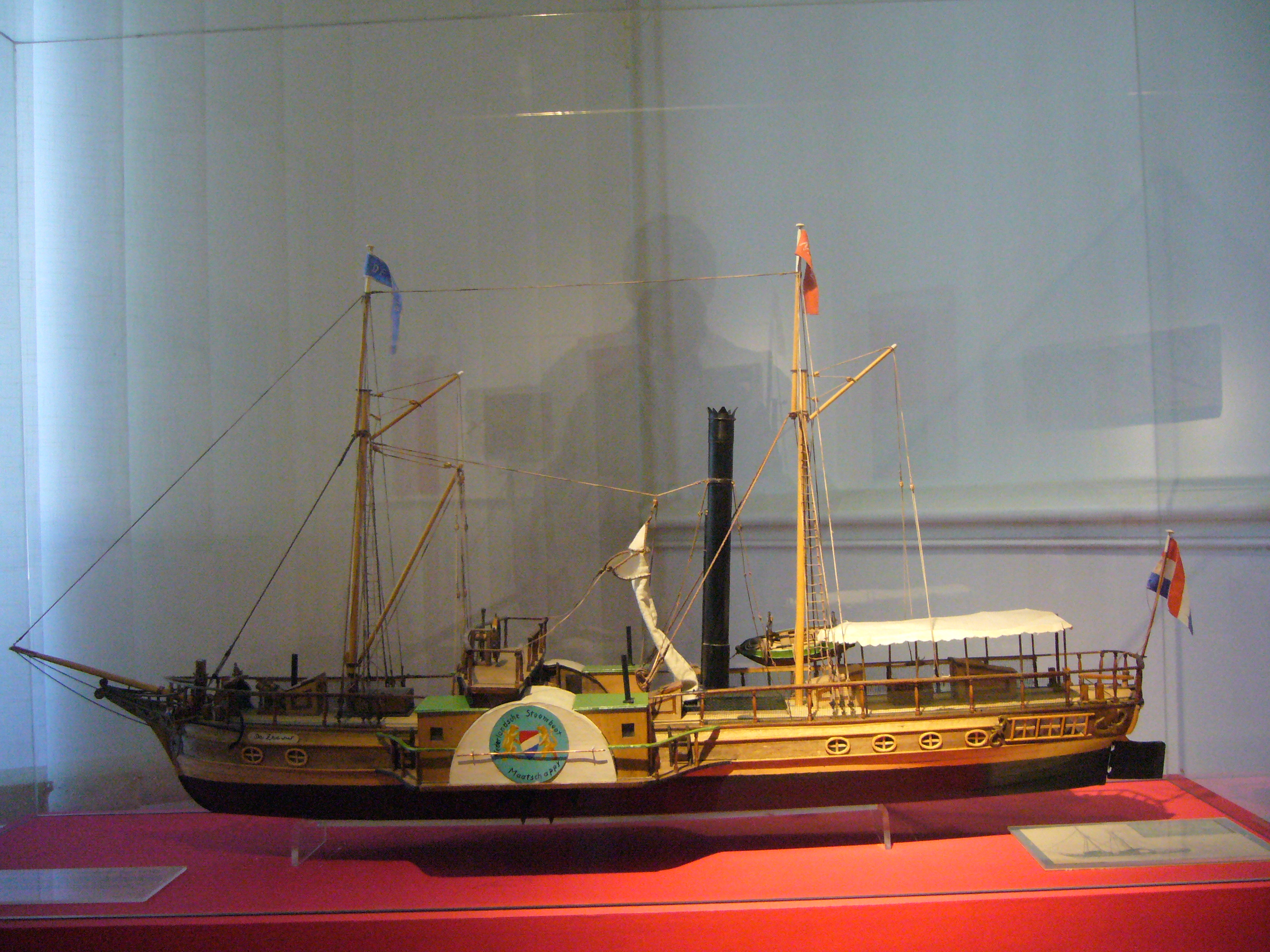
外輪船の模型。外輪覆い付近に船橋がある。
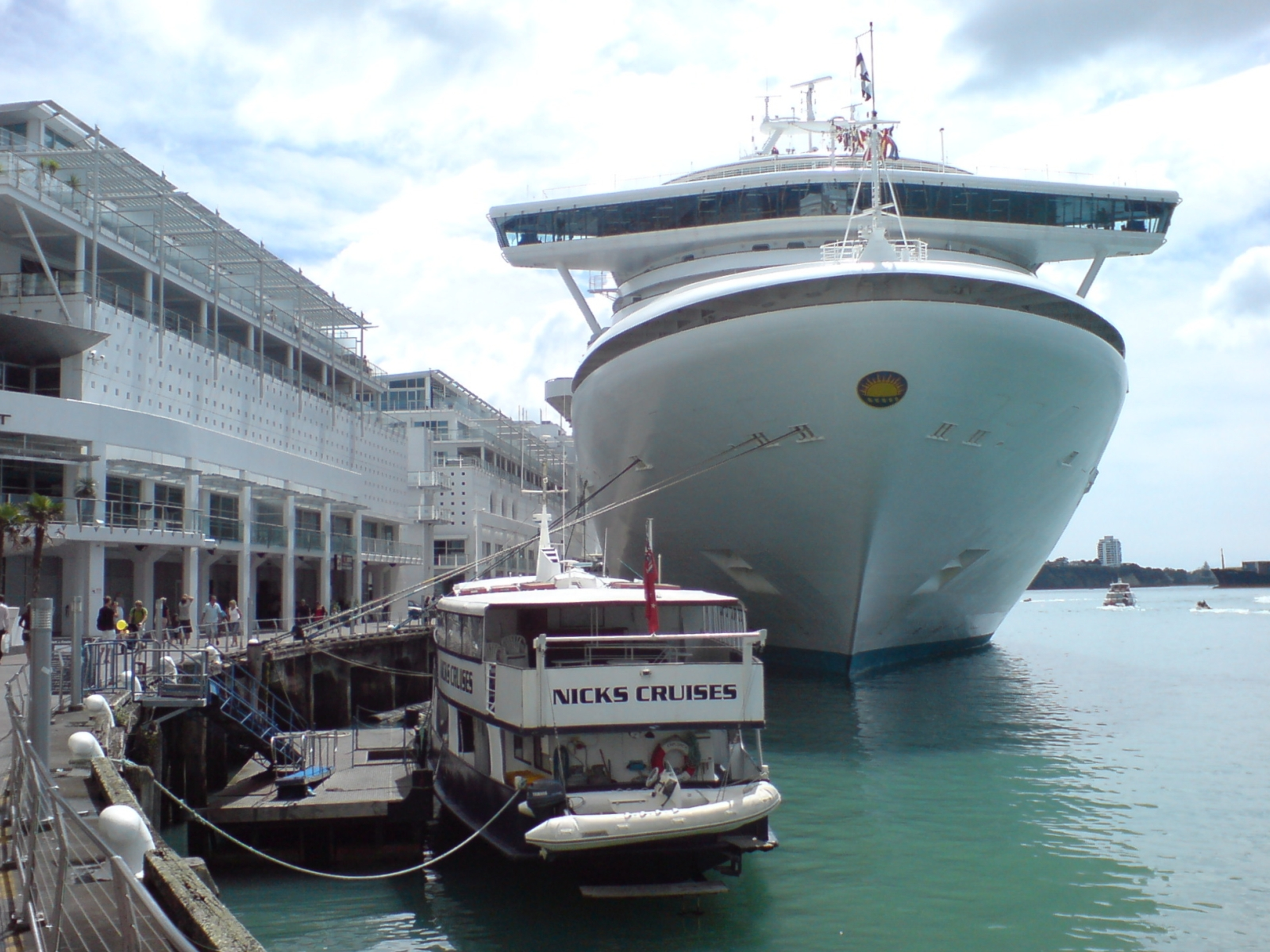
クルーズ客船「サファイア・プリンセス」の船橋。
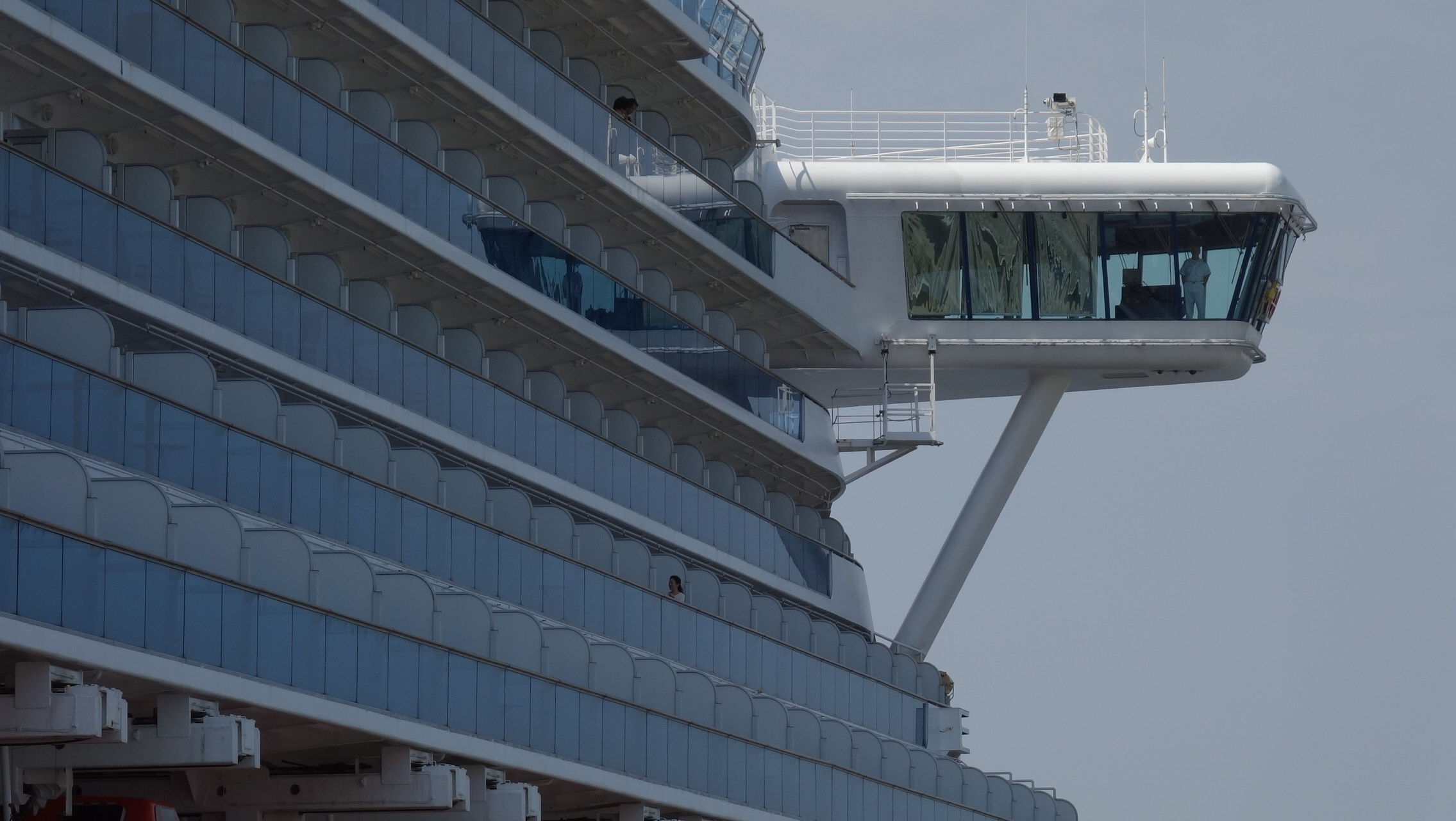
クルーズ客船「ダイヤモンド・プリンセス」の後方から見たブリッジウイング。
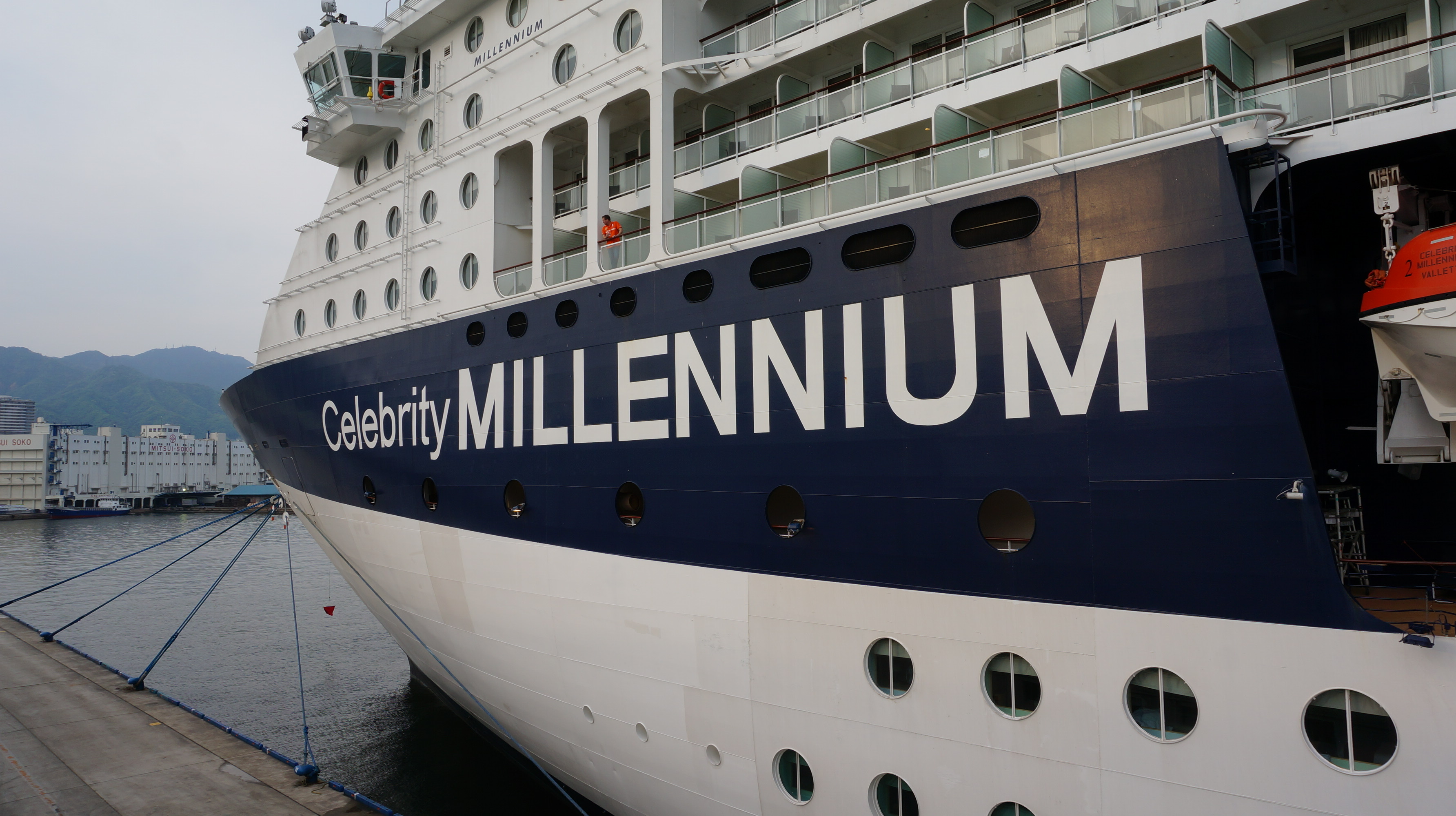
クルーズ客船「セレブリティ・ミレニアム」の後方から見たブリッジウイング。
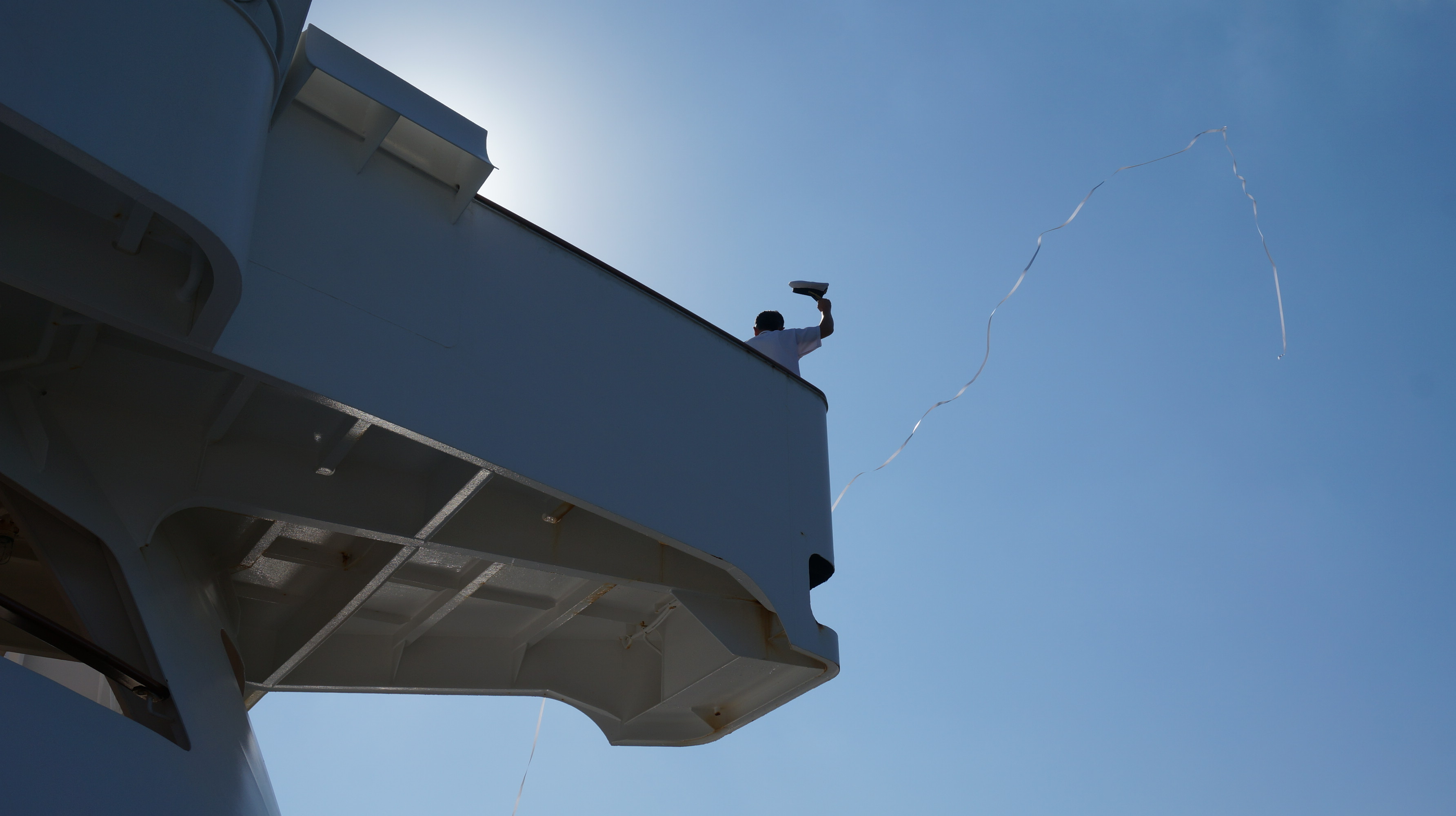
クルーズ客船「にっぽん丸」のブリッジウイング。
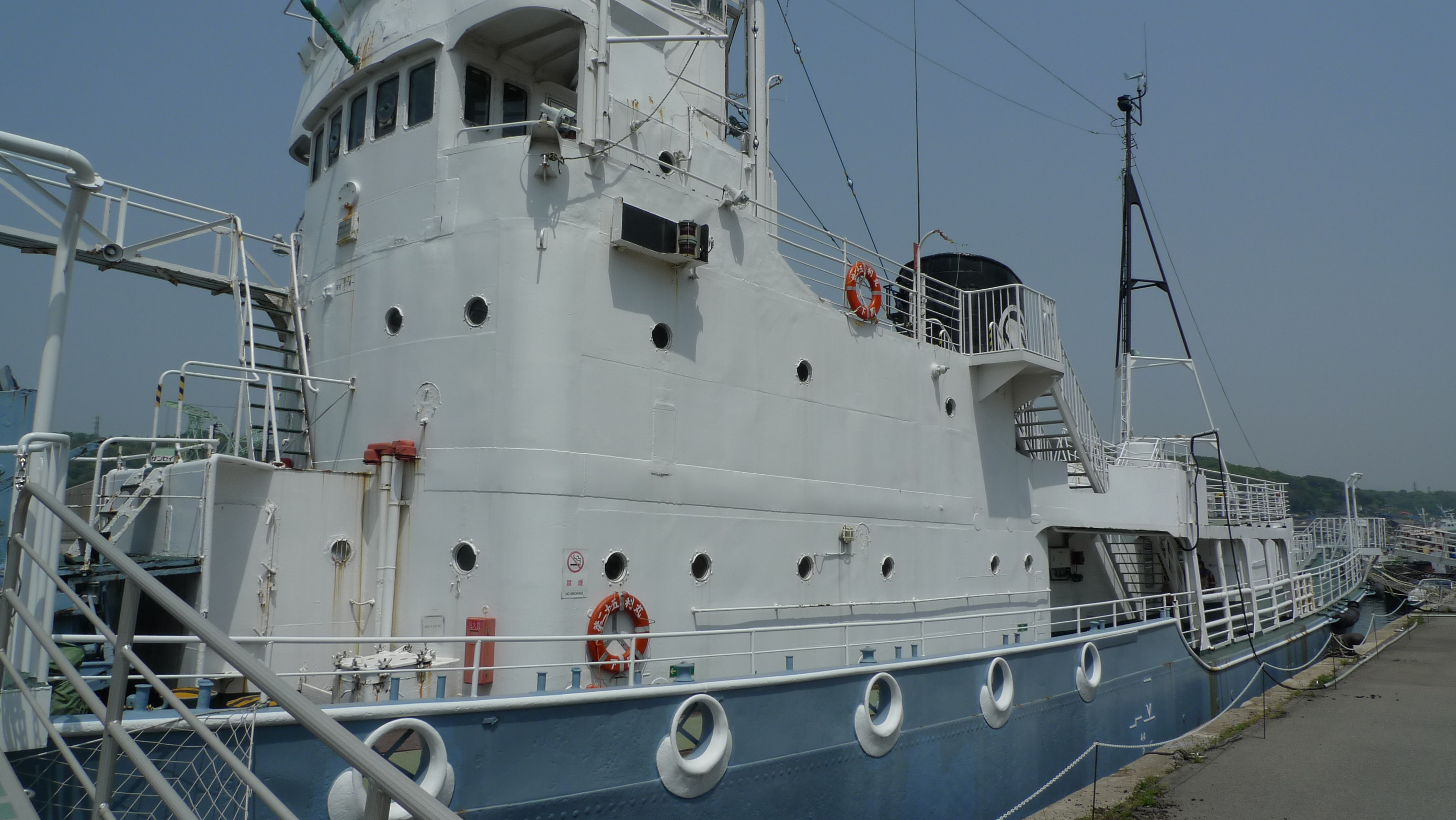
キャッチャーボート第二十五利丸の船橋。船橋と船首楼を結ぶキャットウォークが見える。